# Mitotický jed
Mitotický jed, též vřeténkový jed, je chemická látka, která se váže na buněčné mikrotubuly a brání jejich polymeraci nebo depolymeraci, čímž narušuje proces dělení buňky. Takové látky se označují také jako anti-tubulinové látky nebo inhibitory mikrotubulů. Mnohé takové látky jsou produkovány živými organismy (mikroorganismy, rostlinami a živočichy) a jsou příčinou toxicity těchto organismů. Některé mitotické jedy jsou velmi toxické, například kolchicin. Mitotické jedy lze využívat pro léčbu nádorových onemocnění.